# A foreign affair (Spyro Gyra)
A foreign affair is het 29e muziekalbum van Spyro Gyra, verzamelalbums niet meegerekend. Het album is opgenomen in The Clubhouse geluidsstudio in Rhinebeck, New York. De muziek van Spyro Gyra verandert nauwelijks.

## Musici
- Jay Beckenstein – saxofoons
- Tom Schuman – toetsinstrumenten
- Julio Fernandez – gitaar, zang Chileno boys
- Scott Ambush – basgitaar
- Bonnie Bonaparte – slagwerk, percussie, zang Chileno boys

Met
- Keb’Mo’- zang op Last call
- Arijt Singh – zang op Khuda
- Sandeep Chowta – sample en tabla
- Pedrito Martinez – congas
- Tosin Arbisala – percussie op Dancing on Table Mountain

## Muziek
| Nr. | Titel                                       | Duur |
| --- | ------------------------------------------- | ---- |
| 1.  | Caribe (Beckenstein)                        | 5:29 |
| 2.  | Khuda (Sandeep Chowta, Shabbir Ahmed)       | 4:46 |
| 3.  | Sweet ole thang (Bonaparte)                 | 4;26 |
| 4.  | Falling walls (Fernandez)                   | 6:32 |
| 5.  | Shinjuku (Schuman)                          | 5:11 |
| 6.  | Chileno boys (David Brora, Alberto Rios)    | 6:23 |
| 7.  | Samba for two (Schuman)                     | 5:18 |
| 8.  | Cancao de Ninar (Beckenstein)               | 4:20 |
| 9.  | Antigua (Beckenstein)                       | 6:30 |
| 10. | Last call (J. Fred Knoblach, Danny O’Keefe) | 4:42 |
| 11. | Dancing on Table Mountain (Ambush)          | 7:22 |